# 구글 스위피
구글 스위피(Google Swiffy)는 구글이 개발한, SWF 파일을 HTML5로 변환하는 웹 기반 도구이다. 주 목표는 플래시를 지원하지 않은 기기들, 예를 들어 아이폰, 아이패드, 안드로이드 태블릿 등에서 플래시 콘텐츠를 표출하기 위한 것이다. 스위피는 2016년 7월 1일 종료되었다.

## 지원
구글 스위피는 SWF 10, 액션스크립트 2.0, 액션스크립트 3.0을 지원하였다.

## 지원 브라우저
- 구글 크롬
- 사파리
- 파이어폭스 5 이상 (부분 지원)
- IE9(부분 지원) 및 IE10
- 웹킷 기반 브라우저